# Mariano Crociata
Mariano Crociata (* 16. března 1953, Castelvetrano, Sicílie) je italský římskokatolický duchovní a biskup Latina-Terracina-Sezze-Priverno. Je vědecky činný v oblasti teologie náboženství a mezináboženského dialogu. Na plenárním zasedání COMECE na jaře 2023 byl dne 22. března 2023 zvolen předsedou této komise (v letech 2018-2023 byl jedním z místopředsedů).

## Život
Narodil se 16. března 1953 v Castelvetranu.
Vstoupil do kněžského semináře v Mazara del Vallo a pokračoval do Almo collegio Capranica v Římě, kde na Papežské univerzitě Gregoriana získal doktorát. Dne 29. června 1979 byl biskupem Costantinem Trapanim vysvěcen na kněze a inkardinován do diecéze Mazara del Vallo. Působil ve farnosti rodného města ve čtvrti Marinella.
Stal se arciknězem v Marsale a roku 2003 generálním vikářem diecéze. V rámci diecéze vedl katechetický úřad a byl asistentem Katolické akce. Věnoval se akademické činnosti na Papežské teologické fakultě Sicílie a na Institutu náboženských věd, kde vyučoval fundamentální teologii a kristologii.
Dne 16. července 2007 jej papež Benedikt XVI. jmenoval biskupem Noto. Biskupské svěcení přijal 6. října z rukou arcibiskupa Paola Romea a spolusvětiteli byli biskup Domenico Mogavero a arcibiskup Nikola Eterović. Dne 25. září 2008 byl zvolen generálním sekretářem Italské biskupské konference.
Dne 19. listopadu 2013 byl převeden na biskupský stolec Latina-Terracina-Sezze-Priverno.
Dne 8. března 2018 se stal místopředsedou Komise biskupských konferencí Evropské unie a 22. března 2023 jejím předsedou.